# Embaixador da Boa Vontade
Embaixador da Boa Vontade (em inglês: Goodwill Ambassador) é um título honorífico pós-nominal, uma ocupação profissional e/ou designação oficial que é atribuída a uma pessoa que defende uma causa específica ou questão global com base em sua notabilidade, como uma figura pública, advogado ou um especialista autorizado. Às vezes, a função de um embaixador da boa vontade é apresentada como "Embaixador" ou "Embaixador da boa vontade" precedendo o nome e o sobrenome, o nome do indivíduo com título é sempre apresentado com uma afiliação organizacional, regional ou nacional. Embaixadores da boa vontade geralmente entregam boa vontade ao promover ideais ou posições de uma entidade para outra, ou para uma população para estabelecer um relacionamento benevolente. Um embaixador da boa vontade pode ser um indivíduo de um país que reside ou viaja para outro país, em uma missão diplomática (ou missão de amizade internacional) no mesmo nível; isto é: país a país, estado a estado, cidade a cidade ou como um emissário intermediário representante do povo de uma organização específica ou grupo cultural, como uma tribo indígena, povo marginalizado ou população de enclave.

## Introdução
Os embaixadores da boa vontade fazem parte de governos, instituições e países desde que a diplomacia existe. Eles representam seus constituintes viajando para o exterior, trocando ou entregando presentes e presentes, ao mesmo tempo em que trazem consciência para sua causa ou propósito por meio de atividades de relações públicas e organização de eventos. Os embaixadores da boa vontade são responsáveis por fornecer ajuda humanitária, implementar programas de bem-estar social e fornecer assistência ao desenvolvimento para demonstrar benevolência e compaixão entre as partes. Na maioria das vezes, Estados-nação, organizações internacionais e não governamentais usam celebridades conhecidas, como atores, atrizes, músicos, cientistas, autores, ex-políticos e outras figuras da alta sociedade; mas também envolvem civis, profissionais e funcionários do governo para cumprir a função.
As missões de boa vontade de estados dos EUA e nações internacionais são geralmente realizadas ou supervisionadas pelo chefe de estado, mas não envolvem necessariamente credenciais diplomáticas oficiais além de uma carta de apresentação, cartas patentes ou uma carta de credibilidade, é muito raro que um embaixador de boa vontade sempre é emitido um passaporte diplomático . No entanto, alguns países, como o Haiti, emitem credenciais que incluem imunidade diplomática para embaixadores da boa vontade e as organizações às vezes emitem uma credencial de oficial do serviço público ou documento de viagem de identificação internacional, como um laissez-passer.
O reconhecimento como autoridade é designado por um documento oficial que dá ao sujeito o direito ao uso do título honroso ou pode ser desenvolvido ao longo do tempo por meio da mídia social ou relações públicas em associação com o título de "Embaixador da Boa Vontade" com um nome pessoal, tal como (Angelina Jolie, Embaixadora da Boa Vontade) ou (Angelina Jolie, Embaixadora da Boa Vontade do ACNUR) ou (Embaixadora da Boa Vontade Angelina Jolie). Qualquer regional, estado, nação ou organismo político tem autoridade para designar oficialmente embaixadores da boa vontade.

## Embaixadores da boa vontade das Nações Unidas

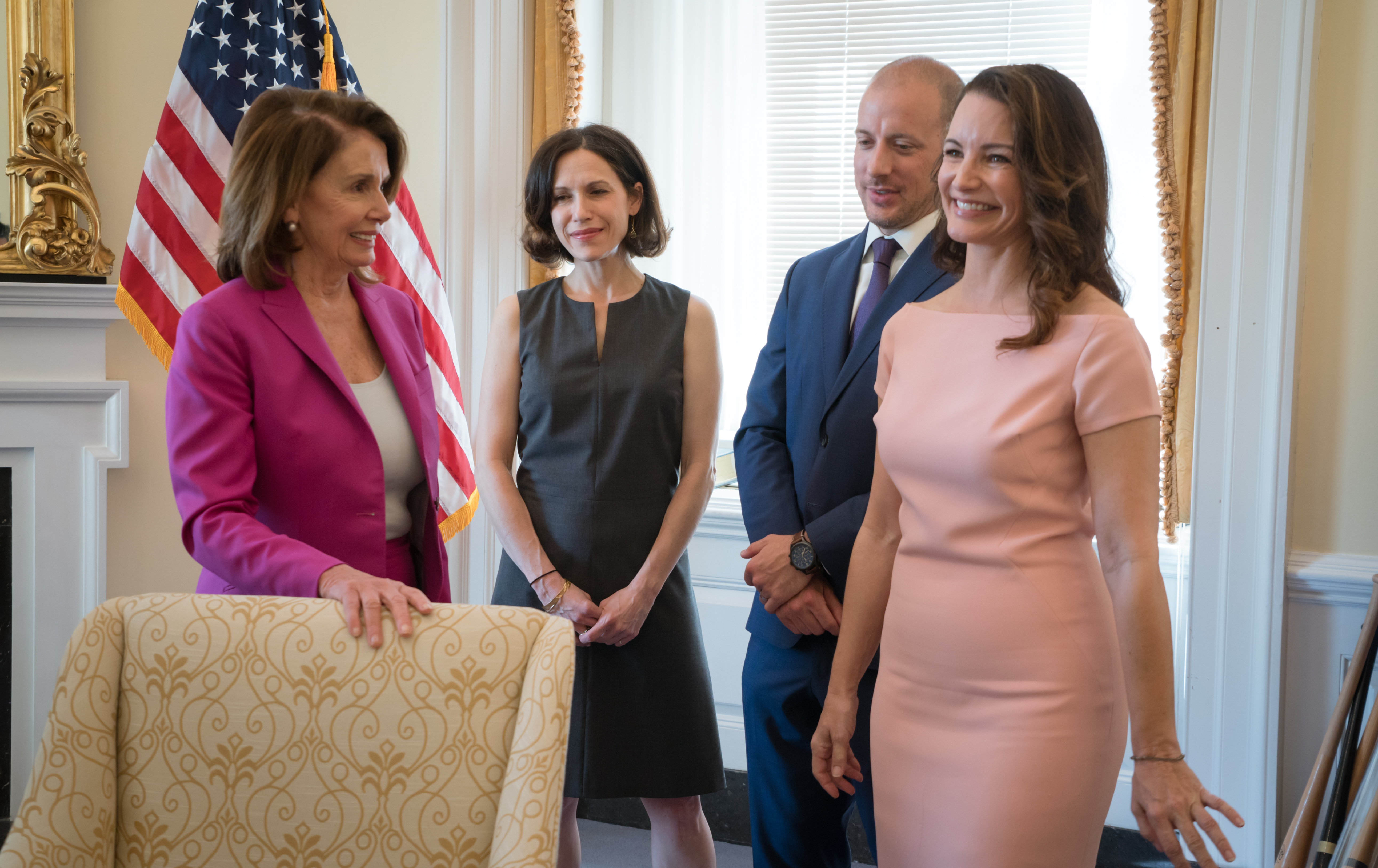
Kristin Davis Encontro do Embaixador da Boa Vontade do ACNUR com Nancy Pelosi

De acordo com a Biblioteca Dag Hammarskjöld das Nações Unidas; "Os Embaixadores da Boa Vontade e Mensageiros da Paz das Nações Unidas são indivíduos distintos, cuidadosamente selecionados nos campos da arte, literatura, ciência, entretenimento, esportes ou outros campos da vida pública, que concordaram em ajudar a concentrar a atenção mundial no trabalho das Nações Unidas . Apoiadas pela mais alta honra concedida pelo Secretário-Geral a um cidadão global, essas personalidades proeminentes oferecem seu tempo, talento e paixão para aumentar a conscientização sobre os esforços das Nações Unidas para melhorar a vida de bilhões de pessoas em todos os lugares. Por outro lado, embaixadores da boa vontade são designados pelos chefes dos fundos, programas e agências especializadas das Nações Unidas, por exemplo, UNICEF, o Programa Mundial de Alimentos (PMA) e o ACNUR. Os Embaixadores da Boa Vontade são posteriormente endossados pelo Secretário-Geral. Em 2010, em resposta a um pedido da Assembleia Geral para marcar o Ano Internacional da Biodiversidade, pela primeira vez o Secretário-Geral nomeou um Embaixador da Boa Vontade das Nações Unidas. "
As agências das Nações Unidas apontam e empregam celebridades populares para defender suas missões, incluindo a FAO, UNAIDS, UNDP, UNEP, UNFPA, UNODC, UNICEF, UNHCR, UNIDO, UNESCO, WFP, OMS, ONU Mulheres, OHCHR, UN- Habitat e a IMO; todos têm ou podem ter embaixadores da boa vontade nomeados oficialmente pela ONU. O maior desses programas das Nações Unidas é o UNICEF, que tem mais de trezentos embaixadores em todo o mundo, designados por país ou região. As Nações Unidas começaram a usar embaixadores da boa vontade oficialmente para promover suas missões em 1954, o primeiro foi o ator Danny Kaye.
A mais famosa das embaixadoras da boa vontade contemporâneas de hoje é Angelina Jolie, que atualmente atua profissionalmente como enviada especial do ACNUR e é legalmente reconhecida como "Embaixadora Angelina Jolie" ao ser tratada como "Sua Excelência Angelina Jolie", enquanto a maioria dos outros embaixadores da boa vontade da ONU são são reconhecidos como "Honrosos" e usam títulos pós-nominais que lhes são atribuídos.

### Títulos de autoridade da ONU

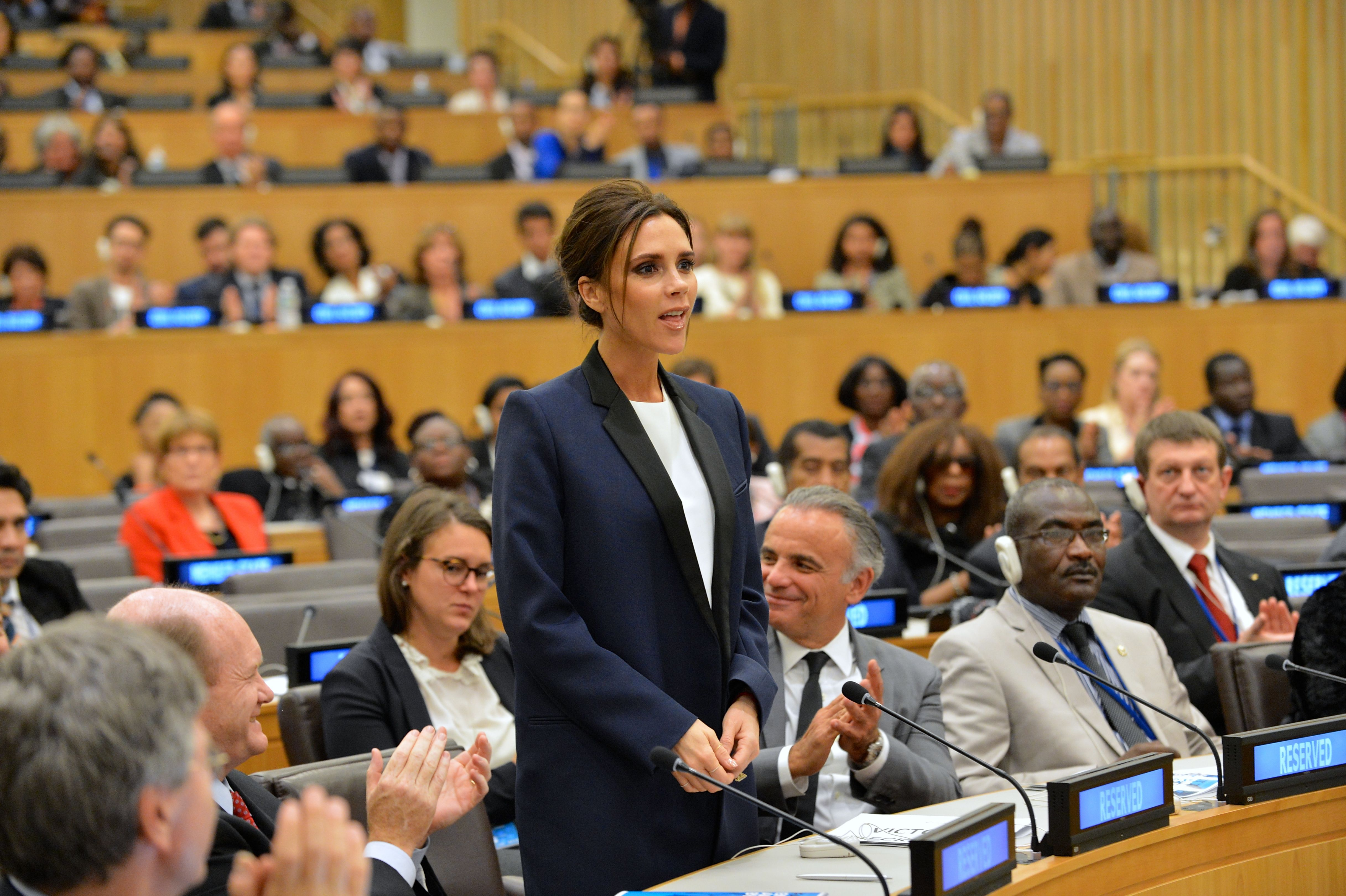
Victoria Beckham, Embaixadora da Boa Vontade da UNAIDS

Em 2020 e 2021, as Nações Unidas começaram a incorporar títulos oficiais padronizados de autoridade para credenciais, comunicados à imprensa, seus sites e semanticamente na Wikipédia usando as iniciais de cada uma das agências especializadas das Nações Unidas seguidas do título "Embaixador da Boa Vontade" ou o título / termo "Advogado", como acontecia com os Defensores dos ODS.
Coletivamente, eles são todos embaixadores da boa vontade das Nações Unidas; cada um, entretanto, é designado com um título legal por cada agência individual, como: 
- Embaixador da Boa Vontade da FAO, título oficial de um Embaixador da Boa Vontade que defende a Organização para Alimentos e Agricultura
- Embaixador da Boa Vontade da OIT, figura pública ou defensor da Organização Internacional do Trabalho
- Embaixador da Boa Vontade da IMO, especialista ou defensor da Organização Marítima Internacional
- Embaixador da Boa Vontade da OIM, aliado estratégico que promove o mandato da Organização Internacional para as Migrações[12]
- Embaixador da Boa Vontade do Stop TB, advogado do Enviado Especial da ONU para a Parceria das Nações Unidas para o Fim da Tuberculose[13]
- Embaixador da Boa Vontade do UN-Habitat, defensor da Comissão Habitat das Nações Unidas (sustentabilidade urbana)
- Embaixadora da Boa Vontade das Mulheres da ONU, celebridade defensora da ONU Mulheres (Entidade das Nações Unidas para a Igualdade de Gênero e o Empoderamento das Mulheres)
- Embaixador da Boa Vontade do UNAIDS, celebridade defensora do Programa Conjunto das Nações Unidas sobre HIV / AIDS (UNAIDS)
- Embaixador da Boa Vontade do PNUD, pessoa de destaque que serve à missão do Programa de Desenvolvimento das Nações Unidas
- Embaixador da Boa Vontade do PNUMA, figura pública ou defensor do Programa Ambiental das Nações Unidas
- Embaixador da Boa Vontade da UNESCO, figura pública que defende a UNESCO
- Embaixador da Boa Vontade do UNFPA, celebridade defensora da missão do Fundo de População das Nações Unidas
- Embaixador da Boa Vontade do ACNUR, celebridade defensora do Alto Comissariado das Nações Unidas para Refugiados '
- Embaixador da Boa Vontade do UNICEF, figura pública conhecida local, regional e internacionalmente que é selecionada para promover a missão do UNICEF
- Embaixador da Boa Vontade da UNIDO, figura pública ou especialista que defende a missão da Organização das Nações Unidas para o Desenvolvimento Industrial
- Embaixador da Boa Vontade do UNODC, celebridade defensora do Escritório das Nações Unidas sobre Drogas e Crime
- Embaixador da Boa Vontade do PMA, figura pública ou defensor do Programa Mundial de Alimentos das Nações Unidas
- Embaixadora da Boa Vontade da OMS, uma celebridade defensora da Organização Mundial da Saúde

Existem outras designações de títulos oficiais e formas de apresentação que são usadas pelas Nações Unidas, dependendo do escopo de suas campanhas de relações públicas, por exemplo, em 2021, o termo "Mulheres Embaixadoras da Boa Vontade do UNICEF" apareceu para um título de campanha do UNICEF para o Afeganistão. não altera o título oficial de embaixadores individuais.

### Embaixadores da boa vontade de ONGs internacionais e ONGs

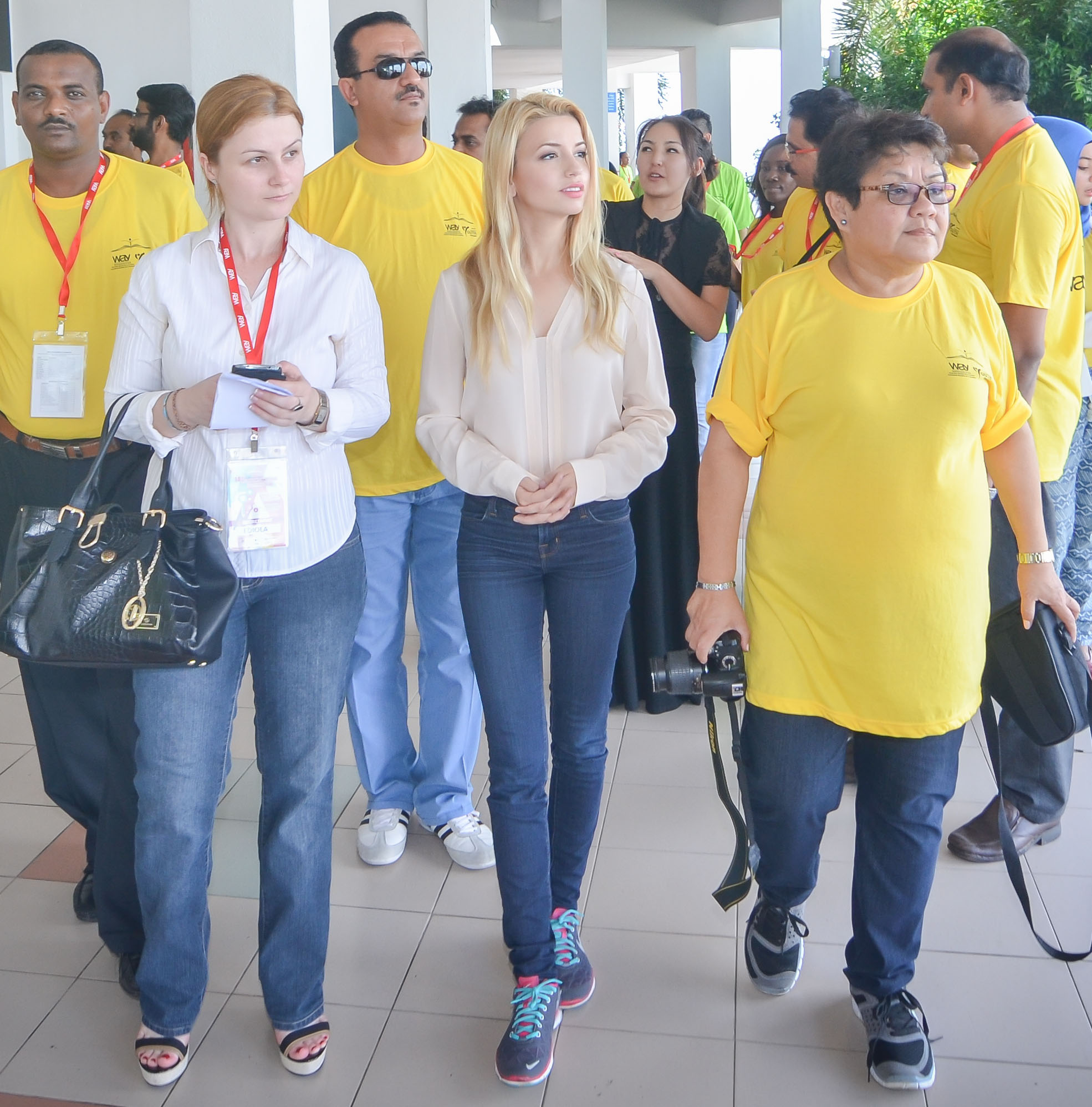
A Embaixadora da Boa Vontade Masiela Lusha e a Secretária Geral Ediola Pashollari em 2014

Uma ampla gama de organizações emprega embaixadores da boa vontade para promover seus programas e alcançar outras pessoas com base nas relações de boa vontade e benevolência. Existem organizações supra-governamentais como a União Africana  e a União Europeia  e organizações não governamentais internacionais como a IUCN  e a OIM .  Os embaixadores da boa vontade também são usados por organizações sociais e da sociedade civil, como o Rotary International, os Jogos Olímpicos, a Associação de Distrofia Muscular e a organização de embaixadores da boa vontade, Globcal International  que oferece treinamento prático, nomeações internacionais e indicações para aqueles que se tornam membros .

#### Anistia Internacional
O Prêmio Embaixador da Consciência é o prêmio de direitos humanos de maior prestígio da Anistia Internacional. Ele celebra indivíduos e grupos que promoveram a causa dos direitos humanos mostrando uma coragem excepcional para enfrentar a injustiça e que usaram seus talentos para inspirar outras pessoas. Também visa gerar debate, incentivar a ação pública e aumentar a conscientização sobre histórias inspiradoras e questões de direitos humanos.

#### Programas de prêmios da sociedade civil
Numerosas organizações governamentais e não governamentais empregam embaixadores da boa vontade seguindo a prática de homenagear indivíduos com prêmios que denotam o status e funções de embaixador da boa vontade. Os prêmios são dados por boas relações, arrecadação de fundos, atos de filantropia e reconhecimento pela defesa de causas; alguns exemplos de tal reconhecimento são o comediante Trevor Noah, que recebeu o Prêmio Embaixador da Boa Vontade da África do Sul em 2015, atriz Alex Okoroji, que recebeu o Prêmio Embaixador da Boa Vontade da Nigéria em 2017, e o Prêmio Embaixador da Boa Vontade do Steve Irwin, que foi estabelecido em 2007. A ex- primeira-dama da Nigéria, Patience Jonathan, tornou-se embaixadora da boa vontade depois de receber o Prêmio Embaixador da Boa Vontade da África em Los Angeles em 2008.

#### Cultura, costumes e tradições
Visto que a "boa vontade" é um ativo intangível, muitas vezes precisa de um guardião em uma cultura que pode se emular de forma conservadora em uma ordem social para angariar respeito pelas instituições do estado, nação ou reino para o avanço da sociedade civil. Isso deu origem a organizações com autoridades especificamente designadas, como o Comitê Interafricano de Práticas Tradicionais (IAC), que usa as atuais e antigas primeiras-damas para preservar e proteger a cultura indígena tradicional.

#### Goodwill Ambassador Foundation
A Fundação do Embaixador da Boa Vontade, também conhecida como Comissão do Embaixador da Boa Vontade, é uma associação civil internacional não incorporada pertencente à Globcal International composta por indivíduos que receberam o título de honra por uma organização ou estado reconhecido, a comissão afirma ter uma história que começou em 1992 e opera quatro GTLDs de "embaixador da boa vontade" on-line em formas hifenizadas e plurais. A organização é baseada no Creative Commons, está envolvida no estabelecimento de políticas públicas e privadas, propôs um sistema de nomenclatura oficial para titulação de embaixadores que foi adotado de forma consensual pelas Nações Unidas, colabora com as diretrizes internacionais e fornece Atribuição registrada e Creative Commons 4.0 licenciamento da Marca do Embaixador da Boa Vontade para organizações que têm comissões oficiais ou representam uma autoridade reconhecida. Em 2009, a organização estabeleceu a primeira publicação de notícias online focada na diplomacia de boa vontade pública sob os direitos autorais, títulos e nomes comerciais "Embaixadores da Boa Vontade" e "Embaixadores da Boa Vontade do Mundo" no Blogger, Facebook e LinkedIn. Goodwill Ambassadors™ tem sido usado como uma publicação da Globcal International desde seu início em 2009.

### Curiosidades sobre o título
- Por ser um cargo teoricamente comissionado, todos embaixadores da recebem anualmente 1 dólar de maneira simbólica por seus trabalhos para a ONU;[24]
- Os embaixadores são constantemente convidados para participar de missões de suas organizações, assim "trabalhando" de forma voluntária no evento e em sua divulgação;[3]
- Após a morte de algum embaixador, o título não é transferido para familiares (como títulos reais), porem permanece de forma inativa com seu pertencente;[25]
- Embaixadores podem ser desligados/perder seus títulos caso mostrem condutas que não seguem os princípios dos cuidados com os direitos humanos impostos pela ONU;[25]
- O título de Embaixador da Boa Vontade, é um dos únicos títulos civis que são aceitos pela maioria das famílias de monarcas.[26] Variando de família para família, normalmente monarcas só recebem títulos ligados a nobreza e em alguns casos militares, exceção para o título de embaixador da boa vontade, que mesmo sendo dado para famosos, trata-se de um título dado a civis. Assim existem cerca de 12 embaixadores que são também monarcas.[27][28]

## Lista de embaixadores

### Embaixador da Boa Vontade da FAO
São embaixadores da Organização das Nações Unidas para Alimentação e Agricultura: 
| Nome                          | País de origem         | Data de Inclusão |
| ----------------------------- | ---------------------- | ---------------- |
| Thomas Pesquet                | França                 | 2021             |
| Rodrigo Pacheco               | Equador                | 2020             |
| Kanayo F. Nwanze              | Níger                  | 2017             |
| Darine El Khatib              | Líbano                 | 2017             |
| Katsuhiro Nakamura            | Japão                  | 2017             |
| Hiroko Kuniya                 | Japão                  | 2017             |
| Letsie III                    | Lesoto                 | 2016             |
| Joyce Boye                    | Canadá                 | 2016             |
| Kadambot Siddique             | Índia                  | 2016             |
| Maggie Habib                  | Egito                  | 2016             |
| Jenny Chandler                | Reino Unido            | 2016             |
| Patricia Juárez Arango        | México                 | 2016             |
| Elizabeth Mpofu               | Zimbabwe               | 2016             |
| Carlo Petrini                 | Itália                 | 2016             |
| Guadalupe Valdez              | República Dominicana   | 2016             |
| Maha Chakri Sirindhorn        | Tailândia              | 2016             |
| Grande Rainha Letizia         | Espanha                | 2015             |
| Leyla Aliyeva                 | Azerbaijão             | 2015             |
| Abdelouahab Zaid              | Emirados Árabes Unidos | 2015             |
| Bharrat Jagdeo                | Guiana                 | 2015             |
| Príncipe Laurent              | Bélgica                | 2014             |
| Evo Morales                   | Bolívia                | 2012             |
| Jeremy Irons                  | Reino Unido            | 2011             |
| Raoul Bova                    | Itália                 | 2010             |
| Susan Sarandon                | Estados Unidos         | 2010             |
| Celine Dion                   | Canadá                 | 2010             |
| Lea Salonga                   | Filipinas              | 2010             |
| Patrick Vieira                | França                 | 2010             |
| Carl Lewis                    | Estados Unidos         | 2009             |
| Anggun                        | Índia / França         | 2009             |
| Margarita Cedeño de Fernández | República Dominicana   | 2009             |
| Pierre Cardin                 | França                 | 2009             |
| Fanny Lu                      | Colômbia               | 2009             |
| Suzanne Mubarak               | Egito                  | 2008             |
| Chucho Valdés                 | Cuba                   | 2006             |
| María Gloria Penayo De Duarte | Paraguai               | 2006             |
| Ronan Keating                 | Irlanda                | 2005             |
| Beatrice Faumuina             | Nova Zelândia          | 2005             |
| Raúl                          | Espanha                | 2004             |
| Carla Fracci                  | Itália                 | 2004             |
| Khaled                        | Argélia                | 2003             |
| Maná                          | México                 | 2003             |
| Noa                           | Israel                 | 2003             |
| Justine Pasek                 | Panamá                 | 2003             |
| Oumou Sangaré                 | Mali                   | 2003             |
| Debbie Ferguson-McKenzie      | Bahamas                | 2002             |
| Roberto Baggio                | Itália                 | 2002             |
| Massimo Ranieri               | Itália                 | 2002             |
| Dionne Warwick                | Estados Unidos         | 2002             |
| Gilberto Gil                  | Brasil                 | 2001             |
| Majida El Roumi               | Líbano                 | 2001             |
| Albano Carrisi                | Itália                 | 2001             |
| Mory Kanté                    | Guiné                  | 2001             |
| Gong Li                       | Singapura              | 2000             |
| Youssou N'Dour                | Senegal                | 2000             |
| Miriam Makeba                 | África do Sul          | 1999             |
| Dee Dee Bridgewater           | Estados Unidos         | 1999             |
| Gina Lollobrigida             | Itália                 | 1999             |
| Rita Levi-Montalcini          | Itália                 | 1999             |

### Embaixadora da Boa Vontade das Mulheres da ONU
As primeiras embaixadoras da Entidade das Nações Unidas para a Igualdade de Gênero e o Empoderamento das Mulheres, também conhecida como ONU Mulheres foi nomeada em 2006, dês de então outras 13 mulheres foram nomeadas, sendo elas:
| Nome                                            | País de origem             | Data de Inclusão |
| ----------------------------------------------- | -------------------------- | ---------------- |
| Nicole Kidman                                   | Estados Unidos / Austrália | 2006             |
| Sua Alteza Real Princesa Bajrakitiyabha Mahidol | Tailândia                  | 2008             |
| Emma Watson                                     | Reino Unido                | 2014             |
| Sania Mirza                                     | Índia                      | 2014             |
| Camila Pitanga                                  | Brasil                     | 2015             |
| Hai Qing                                        | China                      | 2015             |
| Muniba Mazari                                   | Paquistão                  | 2015             |
| Anne Hathaway                                   | Estados Unidos             | 2016             |
| Farhan Akhtar                                   | Índia                      | 2016             |
| Tong Dawei                                      | China                      | 2016             |
| Cindy Sirinya Bishop                            | Estados Unidos             | 2018             |
| Danai Gurira                                    | Zimbabwe                   | 2018             |
| Jaha Dukureh                                    | Gâmbia                     | 2018             |
| Marta Vieira da Silva                           | Brasil                     | 2018             |

### Embaixador da Boa Vontade do PNUD
São embaixadores do Programa das Nações Unidas para o Desenvolvimento:
| Nome                                   | País de origem | Data de Inclusão |
| -------------------------------------- | -------------- | ---------------- |
| Misako Konno                           | Japão          | 1998             |
| Sua Alteza Real Príncipe Haakon Magnus | Noruega        | 2003             |
| Antonio Banderas                       | Espanha        | 2010             |
| Iker Casillas                          | Espanha        | 2011             |
| Connie Britton                         | Estados Unidos | 2014             |
| Michelle Yeoh                          | Malásia        | 2016             |
| Bob Weir                               | Estados Unidos | 2017             |
| Cody Simpson                           | Austrália      | 2017             |
| Olafur Eliasson                        | Dinamarca      | 2019             |
| Padma Lakshmi                          | Índia          | 2019             |
| Yemi Alade                             | Nigéria        | 2020             |

### Embaixador da Boa Vontade da UNESCO
São embaixadores da Organização das Nações Unidas para a Educação, a Ciência e a Cultura:
| Nome                                         | País de origem        | Data de Inclusão |
| -------------------------------------------- | --------------------- | ---------------- |
| Sua Alteza Real Princesa Dana Firas          | Jordânia              | 2017             |
| Deeyah Khan                                  | Noruega               | 2016             |
| Christiane Amanpour                          | Reino Unido           | 2015             |
| Keith Chatsauka-Coetzee                      | Recorde sul-americano | 2012             |
| Sunny Varkey                                 | Índia                 | 2012             |
| Nasser David Khalili                         | Reino Unido           | 2012             |
| Hayat Sindi                                  | Arábia Saudita        | 2012             |
| Forest Whitaker                              | Estados Unidos        | 2011             |
| Nizan Guanaes                                | Brasil                | 2011             |
| Vik Muniz                                    | Brasil                | 2011             |
| Oskar Metsavaht                              | Brasil                | 2011             |
| Ivonne A-Baki                                | Equador               | 2010             |
| Yazid Sabeg                                  | Argentina             | 2010             |
| Marc Ladreit de Lacharrière                  | França                | 2009             |
| Constance Buccafurri                         | Estados Unidos        | 2009             |
| Christine Hakim                              | Índia                 | 2008             |
| Chantal Biya                                 |                       | 2008             |
| Vitaly Ignatenko                             | Rússia                | 2008             |
| Jean Malaurie                                | França                | 2007             |
| Princesa Maha Chakri Sirindhorn da Tailândia | Tailândia             | 2005             |
| Mehriban Aliyeva                             | Azerbaijão            | 2004             |
| Milú Villela                                 | Brasil                | 2004             |
| Cristina Owen-Jones                          | Itália                | 2004             |
| Ara Abramyan                                 | Rússia                | 2003             |
| Princesa de Hanover                          | Mónaco                | 2003             |
| Valdas Adamkus                               | Lituânia              | 2003             |
| Alicia Alonso                                | Cuba                  | 2002             |
| Giancarlo Elia Valori                        | Itália                | 2001             |
| Princesa Lalla Meryem                        | Marrocos              | 2001             |
| Claudia Cardinale                            | Itália                | 2000             |
| Bahia Hariri                                 | Líbano                | 2000             |
| Madanjeet Singh                              | Índia                 | 2000             |
| Patrick Baudry                               | França                | 1999             |
| Marianna Vardinoyannis                       | Grécia                | 1999             |
| Vigdís Finnbogadóttir                        | Islândia              | 1998             |
| Cheick Modibo Diarra                         | Malásia               | 1998             |
| Kitín Muñoz                                  | Espanha               | 1997             |
| Grande Duquesas María Teresa                 | Luxemburgo            | 1997             |
| Omer Zülfü Livaneli                          | Turquia               | 1996             |
| Rigoberta Menchu Túm                         | Guatemala             | 1996             |
| Zurab Tsereteli                              | Geórgia               | 1996             |
| Kim Phuc Phan Thi                            | Vietname              | 1994             |
| Montserrat Caballé                           | Espanha               | 1994             |
| Jean Michel Jarre                            | França                | 1993             |
| Pierre Bergé                                 | França                | 1993             |
| Ute-Henriette Ohoven                         | Alemanha              | 1992             |
| Susana Rinaldi                               | Argentina             | 1992             |
| Princesa Firyal                              | Jordânia              | 1992             |
| Pierre Cardin                                | França                | 1991             |
| Ivry Gitlis                                  | Israel                | 1990             |
| Miguel Angel Estrella                        | Argentina             | 1989             |
| Sheikh Ghassan I. Shaker                     | Arábia Saudita        | 1989             |

### Embaixador da Boa Vontade do UNFPA
São embaixadores da boa vontade do Fundo de População das Nações Unidas:
| Nome                                       | País de origem | Data de Inclusão |
| ------------------------------------------ | -------------- | ---------------- |
| Rainha Mãe Ashi Sangay Choden Wangchuck    | Butão          | 1999             |
| Goedele Liekens                            | Bélgica        | 2000             |
| Catarina Furtado                           | Portugal       | 2000             |
| Princesa Basma bint Talal                  | Jordânia       | 2001             |
| Sua Alteza Real Princesa Mary da Dinamarca | Dinamarca      | 2010             |
| Ashley Judd                                | Estados Unidos | 2016             |
| Natalia Vodianova                          | Rússia         | 2021             |

### Embaixador da Boa Vontade do ACNUR
São embaixadores da boa vontade Alto-comissariado das Nações Unidas para os Refugiados:
| Nome                  | País de origem | Data de Inclusão |
| --------------------- | -------------- | ---------------- |
| Barbara Hendricks     | Estados Unidos | 1987             |
| Adel Emam             | Egito          | 2000             |
| Julien Clerc          | França         | 2003             |
| George Dalaras        | Grécia         | 2006             |
| Osvaldo Laport        | Uruguai        | 2006             |
| Jesús Vázquez         | Espanha        | 2007             |
| Muazzez Ersoy         | Turquia        | 2007             |
| Aidos Sagat           | Cazaquistão    | 2013             |
| Alek Wek              | Reino Unido    | 2013             |
| Khaled Hosseini       | Estados Unidos | 2013             |
| Yao Chen              | China          | 2013             |
| Jung Woo-sung         | Coreia do Sul  | 2015             |
| Ger Duany             | Sudão do Sul   | 2015             |
| Rokia Traore          | Mali           | 2015             |
| Sheikha Rima Al-Sabah | Kuwait         | 2015             |
| Cate Blanchett        | Austrália      | 2016             |
| John Abraham          | Índia          | 2016             |
| Praya Lundberg        | Tailândia      | 2017             |
| Miyavi                | Japão          | 2017             |
| Neil Gaiman           | Reino Unido    | 2017             |
| Yusra Mardini         | Síria          | 2017             |
| Kristin Davis         | Estados Unidos | 2017             |
| David Morrissey       | Reino Unido    | 2017             |
| Alessandro Gassman    | Itália         | 2017             |
| Iskui Abalyan         | Armênia        | 2017             |
| Yasmine Salhi         | Tunísia        | 2017             |
| Ben Stiller           | Estados Unidos | 2018             |
| Mahira Khan           | Paquistão      | 2019             |
| Yiech Pur Biel        | Sudão do Sul   | 2020             |
| Kat Graham            | Estados Unidos | 2020             |
| Manizha Sangin        | Rússia         | 2020             |
| Gugu Mbatha-Raw       | Reino Unido    | 2021             |
| Alphonso Davies       | Canadá         | 2021             |
| Maya Ghazal           | Síria          | 2021             |
| Anita Rani            | Reino Unido    | 2021             |

### Embaixador da Boa Vontade do UNICEF
São embaixadores do Fundo das Nações Unidas para a Infância:
| Nome                  | País de origem | Data de Inclusão |
| --------------------- | -------------- | ---------------- |
| Tetsuko Kuroyanagi    | Japão          | 1984             |
| Harry Belafonte       | Estados Unidos | 1987             |
| Nana Mouskouri        | Grécia         | 1993             |
| Vanessa Redgrave      | Reino Unido    | 1995             |
| Maxim Vengerov        | Rússia         | 1997             |
| Femi Kuti             | Níger          | 2002             |
| Angélique Kidjo       | Benim          | 2002             |
| Whoopi Goldberg       | Estados Unidos | 2003             |
| Shakira Mebarak       | Colômbia       | 2003             |
| Ricky Martin          | Porto Rico     | 2003             |
| Jackie Chan           | Hong Kong      | 2004             |
| Danny Glover          | Estados Unidos | 2004             |
| David Beckham         | Reino Unido    | 2005             |
| Amitabh Bachchan      | Índia          | 2005             |
| Ishmael Beah          | Serra Leoa     | 2007             |
| Myung-whun Chung      | Coreia do Sul  | 2008             |
| Orlando Bloom         | Reino Unido    | 2009             |
| Maria Guleghina       | Ucrânia        | 2009             |
| Yuna Kim              | Coreia do Sul  | 2010             |
| Leo Messi             | Argentina      | 2010             |
| Serena Williams       | Estados Unidos | 2011             |
| Liam Neeson           | Irlanda        | 2011             |
| Katy Perry            | Estados Unidos | 2013             |
| Priyanka Chopra Jonas | Índia          | 2016             |
| Muzoon Almellehan     | Síria          | 2017             |
| Lilly Singh           | Canadá         | 2017             |
| Millie Bobby Brown    | Reino Unido    | 2018             |

### Embaixador da Boa Vontade da UNIDO
São embaixadores do Organização das Nações Unidas para o Desenvolvimento Industrial:
| Nome                       | País de origem | Data de Inclusão |
| -------------------------- | -------------- | ---------------- |
| Mamadou Mansour Cama       | Senegal        | 2004             |
| Mario Baccini              | Itália         | 2005             |
| Peter Sutherland           | Irlanda        | 2005             |
| Reinosuke Hara             | Japão          | 2005             |
| Marcos Pontes              | Brasil         | 2011             |
| Marc Van Montagu           | Bélgica        | 2014             |
| Helen Hai                  | China          | 2014             |
| Janne Vangen Solheim       | Noruega        | 2015             |
| Veronika Peshkova          | Rússia         | 2018             |
| Marie-Louise Coleiro Preca | Malta          | 2018             |
| Elisabetta Lattanzio Illy  | Itália         | 2019             |

### Embaixador da Boa Vontade do UNODC
São embaixadores do Escritório das Nações Unidas sobre Drogas e Crime:
| Nome                                   | País de origem | Data de Inclusão |
| -------------------------------------- | -------------- | ---------------- |
| Ross Bleckner                          | Estados Unidos | 2009             |
| Nicolas Cage                           | Estados Unidos | 2010             |
| Christopher Kennedy Lawford            | Estados Unidos | 2011             |
| Shahid Afridi                          | Paquistão      | 2011             |
| Radamel Falcao                         | Colômbia       | 2013             |
| Mira Sorvino                           | Estados Unidos | 2013             |
| Nadia Murad                            | Iraque         | 2015             |
| Ozark Henry                            | Bélgica        | 2015             |
| Coumba Gawlo                           | Senegal        | 2016             |
| Shehzad Roy                            | Paquistão      | 2017             |
| Grande princesa Bajrakitiyabha Mahidol | Tailândia      | 2017             |

### Embaixador da Boa Vontade da OMS
São embaixadores da Organização Mundial da Saúde são:
| Nome                  | País de origem | Data de Inclusão |
| --------------------- | -------------- | ---------------- |
| Yohei Sasakawa        | Japão          | 2001             |
| Liya Kebede           | Etiópia        | 2005             |
| Sylvie Vartan         | Bulgária       | 2005             |
| Nancy Brinker         | Estados Unidos | 2009             |
| Jet Li                | China          | 2009             |
| Craig David           | Reino Unido    | 2010             |
| Peng Liyuan           | China          | 2011             |
| Christine Kaseba-Sata | Zâmbia         | 2012             |
| Amitabh Bachchan      | Índia          | 2017             |

## Outros tipos de embaixadores

### Embaixadores civis da boa vontade
Existem muitos tipos de pessoas que podem ser consideradas embaixadores da boa vontade representativos em sua área local por um curto período ou por muitos anos, informalmente, não oficialmente ou pelo nome. De uma perspectiva diplomática, a única diferença em muitos casos é "quem, sob que autoridade, confirmou a nomeação ou comissão para um cargo ou embaixador baseado em missão" com protocolo internacional. Os embaixadores da boa vontade civis na maioria das vezes não são designados com um documento oficial de nomeação de um chefe de estado, carta patente concedida, título de honra ou comissão de oficial; mas isso não os torna menos embaixadores da boa vontade. O termo embaixador da boa vontade de uma organização ou embaixador da boa vontade pode ser usado para designar uma empresa, uma associação, uma organização sem fins lucrativos local, um evento, uma causa, uma tribo indígena ou uma pequena cidade com uma população de 50 para descrever um representante; a diferença e distinção de como e quando usar o termo descritivo como um título profissional, posição, função ou ocupação ou para deixá-lo servir a uma parte da descrição do trabalho fica a critério da pessoa que escreve. Geralmente, um embaixador da boa vontade pode ser qualquer pessoa que demonstre benevolência por parte de outra pessoa profissionalmente; também pode ser usado em um sentido comunitário ou informal.
Existem muitos programas e objetivos que incluem o termo "embaixador da boa vontade" que são executados em níveis locais para aqueles que desejam seguir uma carreira ou se definem usando o termo "embaixador da boa vontade". Há várias cidades que têm programas exemplares de embaixadores da boa vontade, permanentes e estabelecidos, incluindo Nova York, Dallas, Los Angeles e Miami-Dade, Flórida.

### Outros tipos de embaixadores da boa vontade
O termo embaixador da boa vontade deve ser claramente distinguido do conceito relativo de um embaixador da marca, que desempenha um papel na promoção de uma empresa, organização ou produto por meio da interação pessoal. Sob a ideia de embaixador da marca convergem outros conceitos como embaixador do turismo, com o nome honorífico local de uma organização ou para alguém como o porta-voz do corpo de bombeiros local que sai para falar com crianças em idade escolar, que atua como embaixador da boa vontade em seu próprio direito como bombeiro.
As universidades costumam chamar embaixadores do campus com funções diferentes e variadas, embaixadores da boa vontade.
Muitos são os indivíduos e organizações que utilizam o termo de forma competitiva para reconhecimento, apesar de não terem recebido comissão, serem licenciados para usar a marca Embaixador da Boa Vontade como título, ou receberem o título honorífico por meio de nomeação oficial. Aparentemente, muitos simplesmente usam o termo porque ele os atrai, muitas vezes causando confusão com outras organizações que usam embaixadores da boa vontade legalmente designados. Às vezes, ser reconhecido como um embaixador da boa vontade dentro de uma organização ou por conta própria é percebido como uma realização em si e não uma função real ou, se for uma função, não um título. As organizações provavelmente são legal e moralmente responsáveis pela conduta de seus titulares e pelo uso do título honorífico após seu nome, como se fossem funcionários ou representantes legais.

## Oficial x Não oficial
Existem embaixadores da boa vontade oficiais e não oficiais, comissionados e não-comissionados; há comemorações sem o "título honorífico" e certificados condicionais ou prêmios que reconhecem realizações pessoais, civis, sociais ou de trabalho de indivíduos como embaixadores da boa vontade, apesar de não terem qualquer função oficial, missão diplomática ou cargo, ou mesmo envolver viagens; os certificados podem ser de um nível organizacional ou comunitário sem conferir qualquer obrigação, posição, status ou privilégios reais que possam ser reconhecidos ou reconhecidos por uma autoridade governamental ou mesmo por outras organizações. Com o passar do tempo, a ideia de "embaixador da boa vontade" costuma ser amplamente aplicada a indivíduos que não são designados oficialmente para qualquer cargo ou com um título. A comissão recebida pelos embaixadores da boa vontade é simbólica assim normalmente sendo 1 dólar anual.